# Américo Lisboa
Américo Nogueira Lisboa (Salvador, 14 de maio de 1910 – Salvador, 9 de maio de 1995) é um medico e político brasileiro.

## Biografia
Cursou o Primário na Escola Professora Cecília Vasconcelos em Itapagipe e o Secundário no Ginásio da Bahia em Salvador. Formou-se em Medicina pela Faculdade de Medicina da Bahia em 1932. Médico da Secretaria de Saúde do Estado da Bahia, na área de Saúde Pública em 1947 até 1980.
Eleito vereador de Salvador pelo Partido Trabalhista Brasileiro em 1947 até 1951, eleito Deputado Estadual em 1951 até 1959; foi suplente de deputado estadual em 1959 até 1963, assumiu por diversos períodos, por decisão do Tribunal Regional Eleitoral, efetivou-se em dezembro de 1960.